# Life Is Like a Dream
《Life Is Like A Dream》是香港歌手張學友的第21張粵語專輯，也是其第36張錄音室專輯，亦為張學友唯一一張創作專輯，唱片監製為張學友與歐丁玉，由上華唱片製作並於2004年4月20日發行，唱片分為香港版（非中國大陸地區出售）和中國大陸版（只限中國大陸地區出售）。張學友在該張專輯的所有歌曲參與作曲與監製等工作，並在《想劈酒》、《她》、《寧願做錯》（與陳少琪共同填詞）與《講你知》等四首歌曲中參與填詞，專輯主打歌曲依次分別為《講你知》、《給朋友》與《Life Is Like A Dream》。

## 影響
由於張學友在該張專輯的所有歌曲中參與作曲，意味著他開始在真正意義上的轉型成為一位創作型歌手，當中第一主打歌《講你知》是寫給張學友自己的妻子羅美薇，第二主打歌《給朋友》是寫給在前一年（2003年）離世的好友張國榮、林振強、柯受良與梅艷芳等人，非主打歌曲《搖瑤》則是寫給自己的女兒，張學友也在這首歌曲的歌聲充滿濃郁的父愛。
該張專輯是歐丁玉在張學友的歌手生涯中，最後一張擔任全碟監製的專輯。專輯推出後銷量出色，在當時的香港唱片市場不景氣的情況下，仍然達到近15萬張，成為當年唯一一張超過雙白金的唱片，張學友表示該張專輯是其最驕傲及喜愛的專輯。

## 曲目
| 曲序 | 曲目                           |                | 编曲           | 含義 | 备注           | 时长 |
| ---- | ------------------------------ | -------------- | -------------- | ---- | -------------- | ---- |
| 1.   | 勇敢的故事                     | 李峻一         | Alex Dela Cruz | 犧牲 | 《警訊》主題曲 | 2:26 |
| 2.   | 想劈酒                         | 張學友         | 黃韻仁         | 曾經 |                | 3:39 |
| 3.   | 燥狂                           | 黃偉文         | Alex Dela Cruz | 經歷 |                | 3:55 |
| 4.   | Life Is Like A Dream           | 林夕           | 吳慶隆         | 領悟 | 第三主打       | 3:06 |
| 5.   | 慢條斯理                       | 林夕           | Alex Dela Cruz | 參透 |                | 4:21 |
| 6.   | 她                             | 張學友         | Aubrey Suwito  | 冷靜 |                | 3:51 |
| 7.   | 給朋友                         | 古倩敏         | 吳慶隆         | 懷念 | 第二主打       | 4:05 |
| 8.   | 寧願做錯（張學友、歐丁玉作曲） | 張學友、陳少琪 | 吳慶隆         | 不同 |                | 4:40 |
| 9.   | 講你知                         | 張學友         | 陳達偉         | 丈夫 | 第一主打       | 3:44 |
| 10.  | 搖瑤                           | 古倩敏         | 蘇德華         | 父親 |                | 4:12 |

### 講你知
《講你知》是一首由香港歌手張學友作曲、填詞並演唱錄製的一首冠軍歌曲，由張學友和歐丁玉監製；IOI limited製作並由上華唱片於2004年4月20日發行。
這首歌是專輯的第一主打歌，亦是第一首派臺歌曲。歌曲由張學友親自作曲和填詞，藉以抒發和表達自己對妻子羅美薇的情感。這亦是張學友公開唱給羅美薇的第二首歌，第一首歌是由他的好友李偲菘作曲、林夕填詞的名曲《妳的名字 我的姓氏》。
唱片《Life Is Like A Dream》在中國內地被命名為為《講你知》，於同年6月在內地推出後卻被大量不同的翻版，曾被內地傳媒報導。
張學友分別於無線電視舉行的《給朋友音樂會》、《活出生命LIVE演唱會》以及2007年舉辦的《學友光年世界巡迴演唱會》演唱《講你知》，現場版並收錄於各版次的唱片之中。
《講你知》在派台後即刻佔據香港各大主要音樂排行榜的榜首位置，成為2004年度的四台冠軍歌曲。
| 歌曲   | 903 專業推介 | RTHK 中文歌曲龍虎榜 | 997 勁爆流行榜 | TVB 勁歌金榜 |
| ------ | ------------ | ------------------- | -------------- | ------------ |
| 講你知 | （冠軍）     | 冠軍                | 冠軍           | 冠軍         |

- 注解：（冠軍）代表連兩周冠軍

## 音樂錄影影像
- 勇敢的故事
- 想劈酒
- 燥狂
- Life Is Like A Dream
- 慢條斯理
- 她
- 給朋友
- 寧願做錯
- 講你知
- 搖瑤

## 獎項
該張創作唱片在2004年度爲已經淡出香港音樂頒獎禮的張學友摘得一些獎項，包括叱吒樂壇的“唱作人金獎”。專輯中包括三首香港本地的冠軍歌曲，《講妳知》亦不出意外的成為四台冠軍歌曲。唱片亦摘得明報周刊演藝動力大獎的年度最突出唱片獎。

### 叱吒樂壇
- 「叱吒十大專業推介歌曲」：講妳知
- 2004年度叱吒樂壇 「唱作人金獎」

### 明報周刊演藝動力大獎
- 「最突出唱片獎」──Life is Like a Dream